# 謎解きはディナーのあとで
『謎解きはディナーのあとで』（なぞときはディナーのあとで）は、東川篤哉による日本の推理小説（ユーモアミステリー）。またそれを原作としたメディアミックス作品。表紙および公式サイトの作画は中村佑介が手掛けている。

## 概要
東京都国立市を舞台に世界的な企業グループの令嬢で、新人刑事の宝生麗子が遭遇した難解な事件を、彼女の執事・影山が、現場を見ずとも概要を聞いただけで事件を推理し、解決に導いていく、という作品。本格ミステリーの体裁を取りつつ、影山が執事の立場でありながら麗子に毒舌・暴言を吐いたり、上司である風祭と麗子のやり取りなどユーモアをふんだんに取り入れた作風となっている。
2007年に小学館『文芸ポスト』で掲載後、同じ小学館のPR誌『きらら』にて連載され、2010年9月に第一作となる単行本が刊行された。初版発行部数は7000部だったが、発売当初より書店員から強い支持を受けて各書店で大々的に展開され、発売から3日目で重版が決定。以降、2010年11月に朝日新聞の書評コーナー「売りたい本」にて取り上げられたり、本作のCMの放映、2011年2月の『王様のブランチ』で著者のインタビューが放送されるといった話題性もあり、発売後半年で100万部を売り上げ、2011年4月12日に本屋大賞を受賞する。2010年12月に発表された2011本格ミステリベスト10のミステリランキングでは9位にランクインした。発売から1年でも売り上げが伸び続け、2011年8月の時点で累積売上は135万部、10月の時点で160万部を突破している。2011年12月1日に発表されたオリコン『2011年年間“本”ランキング』（集計期間は2010年11月22日から2011年11月20日まで）の総合部門で163万6000部の売り上げにより年間首位の座に就いた。日販、トーハンから発表された年間ベストセラーでも総合一位となる（日販では第二作も合わせて発表している）。そして181万4000部を売り上げた記録により『ハリー・ポッターと死の秘宝』を抜いて歴代売上部数総合3位及び文芸部門首位となる。発行部数は2011年12月時で26刷り180万2000部。2012年10月5日には巻末にオリジナルのショートショートを収録した文庫版が発売され、単行本はその年の『2012年年間“本”ランキング』（集計期間は2011年11月21日から2012年11月18日まで）の文芸部門で8位となっている。
2011年11月10日に、第二作となる『謎解きはディナーのあとで2』が発売された。『きらら』2011年1月号から10月号にかけて連載された5編と書き下ろし1編を収録。発売初週で20万8000部を売り上げ、2011年11月17日に発表された11月21日付のオリコンBOOK（総合）週間ランキングで初登場1位を記録し、62万9000部の売り上げにより歴代売上部数は文芸部門で8位となった。なお、発売売上20万越えは2011年に発売された文芸・小説ではこの第二作が初となる。発行部数は2011年12月時で4刷り93万部。『2011年年間“本”ランキング』では3位を記録しており、その翌年の2012年12月3日に発表された『2012年年間“本”ランキング』では2位へと順位を上げた。
2012年12月12日に第三作となる『謎解きはディナーのあとで3』が発売された。前作同様、『きらら』2012年1月号から10月号にかけて連載された5編と書き下ろし1編を収録。2012年12月20日に発表された12月24日付のオリコンBOOK（総合）週間ランキングで11万1000部の売り上げより初登場1位を記録し、これで三作全て初登場首位を獲得する実績を残した。
本作は、女性が主な読者層である小説誌『きらら』への掲載作品を依頼された著者が、女性読者を意識し、「ミステリーを読み慣れていない人向け」に考え出されたという経緯があり、「安楽椅子探偵の執事と新米刑事のお嬢様」という設定は、著者が執事喫茶のニュースを見たことから生み出されたものである。タイトルは著者の70もある案の中から決定したものであり、『きらら』掲載時のタイトルは『宝生麗子の謎解きはディナーのあとで』だった。
麗子と風祭が事件の捜査をし、その詳細を聞いた影山が、麗子への暴言の後に推理を語り、その終了と共に話が締めくくられる、というのが基本的なパターンとなっており、犯人や証拠の確保といった描写は（一部を除いて）ない。また、その影山の暴言が、謎を解くのに十分な全ての手掛かりが提示されたことを示す、「読者への挑戦状」と同じ役割を担っている。作中でも「影山が麗子に対して丁寧かつ無礼な暴言を吐くときは、彼の頭の中で推理が確信に変わったときだ」という一文がある。
なお、本作での国立署は国立市のみならず、国分寺市や立川市も管轄しているが、現実には国立市は立川市（ごく一部は東大和警察署）と共に立川警察署の管轄であり、国分寺市は小金井警察署の管轄である。
第三作でシリーズ終了を窺わせるエンディングとなっていたが、7年以上のブランクを経た後、『きらら』2020年1月号から第四作となる『新 謎解きはディナーのあとで』の連載が開始。Web版に移行した2020年11月号まで連載され、2021年3月に単行本として刊行された。その後、『STORY BOX』へと発表の場を変え、2022年1月号から2023年3月号まで『新 謎解きはディナーのあとで 2』を連載。2024年9月に単行本として刊行された。
尚、第三作と第四作の間にも新作短編は発表されており、アンソロジー『VS. こち亀』（2016年9月 集英社）には秋本治の漫画『こちら葛飾区亀有公園前派出所』とコラボした「謎解きは葛飾区亀有公園の前で」が収録されている。更に、傑作選『謎解きはディナーのあとで ベスト版』（2019年12月 小学館文庫）には自選3編の他に書き下ろしの「殺意のお飲み物をどうぞ」が収録されている。また、青柳碧人著『判決はCMのあとで ストロベリー・マーキュリー殺人事件』（2014年9月 角川文庫）の解説「解説は本編の前に」には麗子が、アイザック・アシモフ著『黒後家蜘蛛の会3【新版】』（2018年8月 創元推理文庫）の解説には麗子と影山が登場している。

## メディアミックス
- Web朗読：2011年4月12日の本屋大賞授賞式にて特別劇場が放映され、宝生麗子を竹達彩奈が、執事・影山を櫻井孝宏が演じた。また、2011年6月より、動画サイトYouTubeにて第1話「殺人現場では靴をお脱ぎください」の特別朗読バージョンが公開されている。ナレーションは三宅健太が担当している。
- 漫画：『プチコミック』（小学館）にて2011年5月号より川瀬あや作画で漫画化される。コミックス2巻まで発売されており、本誌では不定期連載された。
- テレビドラマ：フジテレビでテレビドラマ化、2011年10月18日から同年12月20日まで連続ドラマを、2012年3月27日に特別編が放送された。また、2013年8月には劇場版が公開された。
- 舞台：劇団「拙者ムニエル」主宰の村上大樹脚本・演出により舞台化され、2012年8月31日から9月9日の間に天王洲 銀河劇場で公演された。
- 朗読劇：ニッポン朗読アカデミーのスピンオフ企画として福本岳史の脚本、菅沼尚宏の演出により朗読劇化され、2017年と2018年に公演された。
- オーディオブック：オトバンクにてオーディオブック化され、各役に担当がいる形で1巻の内容が2017年5月27日より配信開始された。Audibleでもオーディオブック化されたが、こちらは一人語りで、シリーズの全巻が2021年6月18日から順に配信開始された。
- テレビアニメ：2024年にテレビアニメ化が発表され、2025年4月から6月まで、フジテレビ系列『ノイタミナ』枠ほかにて放送された[14]。キャラクター原案として漫画家の橘オレコが起用されている[15]。

## 登場人物
宝生 麗子（ほうしょう れいこ）
声 - 花澤香菜
主人公。警視庁国立署の新米刑事。その正体は世界的な企業グループ「宝生グループ」総帥・宝生清太郎の一人娘で、一流大学を優秀な成績で卒業した正真正銘の「お嬢様」。
卒業後、父親の意向に沿った花嫁修業や、グループ企業での腰掛け就職を潔しとせず、警察官になる。職場ではこのことを秘密にし、バーバリーのシンプルなパンツスーツを地味に着こなし、アルマーニの黒縁伊達眼鏡をかけるなど刑事らしい堅実な印象の維持に努めている。彼女がお嬢様だとは知らない上司の風祭警部の迷推理に振り回されつつも、刑事としての仕事は真面目にこなしているが、時々ムキになって風祭と言い合いをすることもある。
プライベートでは主にワンピース姿を基調とした服装で、お嬢様として振る舞っており、非番の日はパーティや買い物に出かける。おしゃれ欲求が強く、ファッションでは特に帽子に目がない。衣装選びの長さで影山を呆れさせることもしばしば。ファッションに限らず買い物が好きで、熱を上げるあまり、後でどうして買ったのかわからないものを買ってしまうことがあるほか、買い物のために八時間も影山を車で待機させたこともある。苦手なものは風祭警部と煙草の煙、そして影山の毒舌。
事件のことを影山に話した時は決まって影山の毒舌・暴言により散々にこきおろされ、初めの頃はクビを宣告し、以降も怒りのあまりワイングラスを割ったり何か物を投げつけようとするなど憤慨することがしばしばだが、影山の推理の腕だけは確かだと信頼しており、刑事として事件が迷宮入りになることは避けたいので、結局解雇することはできず、彼の推理を聞いて事件を解決している。激昂すると一人称が普段の「わたし」から「あたし」に変わり、「～だっつーの!」が口癖となる。「2」の頃になると不意を突いた暴言に椅子から転がり落ちる、美術品を割るなど、リアクションが大きくなっている。
学生時代はモテていた（本人談）が、現在恋人はいない様子。後輩が先に結婚した際には密かに嫉妬し、卒業後の進路に問題があったかと悩んだこともある。風祭警部から何度も食事やドライブなどの誘いを受けているが、すべて断っている。彼に好意がないこと以上に、彼の愛車ジャガーに乗ることが敗北だという彼女独自の理屈による方が大きく、宝生家のガレージにはジャガーは一台も置いていない。麗子は彼の分身のようなそのジャガーが、「発情したオス」のような気がしてならないと思っている。風祭警部以外にも、軽薄な男性には嫌悪や不信感をあらわにする事が多い。ただし、ある事件の際に、犯人の襲撃から自分を身を挺して守った風祭を、彼のジャガーで病院に送ったことがある。風祭は麗子を庇った直後に寝てしまっていてその時の記憶が無く、麗子自身もこの出来事を黒歴史としている。また、食事に関しても「この人とのディナーは、食事だけでは終わりそうにない」という考えから拒んでいたのだが、一度だけある事情を考慮して焼き鳥を一緒に食べに行ったことがある。
影山（かげやま）
声 - 梶裕貴
名前は不明。年齢は30代半ば。麗子に仕える執事兼専属運転手。
ダークスーツと銀縁眼鏡に、スマートな体型が特徴。一見、謹厳実直を絵に描いたような性格で、常に感情を表に出さないが、麗子に対して慇懃無礼な態度を取っている。日々の給仕や麗子のエスコートをこなし、時に麗子を諫めたりするなど執事らしくきちんと麗子を立てることもある反面、丁寧な言葉使いながら、歯に衣着せぬ物言いで、執事にあるまじき暴言を吐いては、麗子の逆鱗に触れる。そのため麗子には執事としてはかなりインチキくさい人物と評されており、日頃の信頼が薄い。
しかし推理力には長けており、麗子が持ち帰った事件を、話を聞いただけで解決してしまう、いわゆる安楽椅子探偵で、この事は彼自身も認めている。麗子と出かけた際に事件に遭遇したり、必要に応じて麗子と事件現場に出向くこともある。犯人と対峙する際は、護身用の武器として特殊警棒を用いる。物的証拠を見つけることは「それこそ警察の仕事」と割り切り、第2の事件が起こる可能性がある場合などを除けば、推理以上のことはしない。自らの素性や執事の仕事に就いた理由は不明だが、本人曰くプロ野球選手かプロの探偵になりたかったと語り、推理と野球の方面での自信と知識を誇る。麗子がいない間はワイドショーに興じており、麗子が捜査する事件をそれで知ったりすることから、麗子に呆れ気味に見られている。また、麗子の父・清太郎をさりげない口調でこき下ろすシーンもある。
風祭警部（かざまつりけいぶ）
声 - 宮野真守
32歳独身。警視庁国立署の刑事。麗子の直属の上司。自動車会社「風祭モータース」創業者の御曹司。
麗子に言わせれば成金趣味。いつも愛車である自社製ではないシルバーメタリックのジャガーを乗り回して事件現場に駆け付ける。警察官になった理由は不明だが、彼も以前はプロ野球選手を目指しており、高校野球では有名な存在だった。主に白いスーツを着ているが、その姿はヤクザの若頭やチンピラに形容されている。
捜査の指揮を取ってはいるが、何事にも自分本位で、部下の話に謙虚に耳を傾けず、さらに協調性と慎重さに欠ける粗忽者の面もある。自分の推理が外れたり否定されるとムキになって怒ったり、有利な情報が出るとすぐに機嫌が治ったりする。誰でも一目でわかるような事柄や誰でも思い付くような推理を、さも自分だけの発見や名推理のごとく得意げに述べるのがお約束で、その際麗子に問いかけを発し、彼女が答える前に「判らないなら教えてあげよう」と自分で答える。また、部下の推理であろうと容疑者の考えであろうと、自分の見解として取り込んでしまう（麗子曰く「タダ乗り」）。捜査中にも何かにつけて自分の自慢話やジョークを披露することが多いので麗子はうんざりしている。派手好きな性格ゆえ、地道な捜査は好まない。子供に「おじさん」「おじちゃん」と言われると怒ったり不満を漏らしたりする半面、老人の目撃者を「じいさん」「ばあさん」と呼んで怒らせてしまい、慌てて低姿勢になることもある。自分への陰口には地獄耳かつ粘着質で、肩書きを背景に目下の人間や一般人を恫喝することもある。
以上のような性格や、麗子を「お嬢さん」扱いするなどセクハラまがいの発言から麗子に「苦手な上司」扱いされているが、全く気付いていない。推理の的中率は低く、ましてや彼の推理で事件が解決した例はなく、影山に「風祭警部が冴えているのはむしろ危険な兆候」と言われるほどである。そのため麗子は「風祭警部の裏をいく（彼の披露する推理の逆を考える）ことが真相への近道」と称するが、彼の推理は状況次第でコロコロ変わるため、麗子は混乱し、結局何が正しくて何が間違いなのか分からなくなる。部下の麗子のことを気に入っており、何かにつけて食事に誘ったり、家まで送ろうとしたり、移動時にジャガーに乗せようとするも、頑なに拒否されている。しかし、玉砕にめげる様子は全く無い。

## 劇中設定
宝生グループ
金融・電気・鉄道・不動産・ミステリ出版などありとあらゆる業種を手掛け、世界中に名をとどろかせる巨大複合企業。
総帥は麗子の父である宝生清太郎。劇中では登場しないが、会話に度々現れる。影山によれば、麗子が凶悪犯と銃撃戦になっていないか、身代金の入った鞄を手に市街地を駆け回ってはいないか、カーチェイスの真っ最中ではないかと仕事が手につかないほど心配している模様。また自分以外のセレブのゴシップが非常に好きな悪趣味を持ち、影山に吹き込んでいたりもしており、これを麗子は極度に恥じている。
国立市の某所に西洋風の屋敷・宝生邸があり、建物は本館と別館、離れの東屋以外にも両手で数えられないほどあり、敷地面積も東京競馬場を除いて国立市郊外で凌駕する建物はないとのこと。麗子の部屋からは街並みを一望でき、夜にもなると蝋燭をともしたような景色が広がる。数え切れないほどの部屋の数を有する。また、麗子が「アートの墓場」と呼ぶ、清太郎が買い漁った美術品・骨董品が納められている部屋があり、それらは一旦仕舞われると価値の良し悪しに関わらず日の目を見ることはなく、影山は「死蔵」と形容している。
風祭モータース
「最高のデザイン」と「最悪の燃費」を特徴としたスポーツカーを開発している自動車会社。
しかし、企業の規模は中堅で宝生グループにはるかに及ばず（宝生家の薔薇園やガレージは、風祭家の3倍はあると麗子は語る）、その気になれば買収によって「宝生モータース」にも出来るらしい。故障しやすい車の数もダントツで、自動車整備工場の仕事にも貢献している模様。

## 収録作品

### 謎解きはディナーのあとで
殺人現場では靴をお脱ぎください
初出：『文芸ポスト』2007年冬号
アパートの一室でこの部屋に住む女性・吉本瞳の絞殺体が発見された。部屋は散らかり、洗濯物が干されたままになっていた。死体は玄関の近くにうつぶせの状態で、なぜか外出用の服装とブーツを履いたまま倒れていた。部屋にブーツの足跡がなかったことから犯人が殺害後、死体を運んだと推理した麗子たちは、部屋にあった合鍵から元交際相手の田代裕也に接触し、部屋に新しい恋人のものと思われる白い靴を発見する。しかし、田代には完璧なアリバイがあり、犯行は不可能だった。
田代の犯行の可能性がなくなったことで、事件は犯行の動機などが不明のまま振り出しに戻る。宝生邸に戻った麗子は流れから執事・影山に事件の概要を話してしまう。すると話を聞いた影山は麗子に、「この程度の真相がお判りにならないとは、お嬢様はアホでいらっしゃいますか?」と、失礼極まりない言葉で自らの考えを伝えた。激怒した麗子は影山にクビを言い渡すが、刑事としては貴重な意見を聞き逃すわけにはいかない。屈服した麗子に影山は自身の推理を語り始める。

- 田代 裕也…瞳の元交際相手。33歳。瞳が派遣された中堅の機械メーカーの総務部の課長。
- 吉本 瞳…現場となったアパートの三〇四号室に住む25歳の女性、職業は派遣社員。
- 杉村 恵理…瞳と同じアパートの現場となったアパートの三〇一号室に住む25歳の女性、瞳の飲み友達で事件の第一発見者。
- 河原 健作…瞳の住むアパートの大家。生前にアパートから帰ってきた瞳と挨拶を交わしたと証言。
- 森谷 康夫…瞳の住むアパートの二〇一号室に住む大学生。部屋の中で犯人のものと思われる足音を聞いたと証言する。

殺しのワインはいかがでしょう
初出：『きらら』2009年2月号 - 3月号
前日の真夜中に1時間42分停電が発生した日、動物病院の院長・若林辰夫が青酸カリを以て死んだ事件が発生。現場の状況から辰夫は青酸カリ入りのワインを飲んで自殺したと推定されたが、辰夫の恋人の家政婦・藤代雅美の証言から、事件は何者かが雅美の名を騙って毒入りワインを辰夫に差し入れて殺したという見解が浮上する。
だが、ボトルやグラスなどから青酸カリは検出されず、ワインボトルに痕跡を残さずに毒物を仕掛けるのは容易ではなかった。宝生邸で麗子から事件の概要を聞いた影山は「失礼ながらお嬢様、ひょっとしてお嬢様の目は節穴でございますか?」の一言で麗子の怒りを買った後、ワインに毒物を混入させた手口及びその犯人を解明するのだった。

- 若林 辰夫…62歳、「若林動物病院」院長。雅美との結婚を考えているが、生前家族に結婚を猛反対された。潔癖症な一面がある。
- 藤代 雅美…辰夫の豪邸で家政婦をしていた三十代の女性。辰夫の恋人でもあるが、輝夫を始めとした若林家には財産目当てだと思われている。
- 若林 輝夫…辰夫の一つ下の弟。職業は獣医で「若林動物病院」を兄と切り盛りしていた。シャーロキアンで還暦を過ぎてからパイプを愛用している。
- 若林 圭一…36歳、辰夫の長男。職業は内科医で、市街地にある総合病院勤務。喫煙者で百円ライターを所持。
- 若林 春絵…37歳、圭一の妻。圭一の勤める病院の看護師をしていた縁で圭一と結婚した。雅美と昼ドラのようなやり取りを展開する。
- 若林 修二…24歳、辰夫の次男。医学生。兄や叔父と同様の喫煙者でジッポーを所持。
- 若林 雄太…10歳、圭一の息子。夜中に辰夫の部屋で明かりを見たと証言する。

綺麗な薔薇には殺意がございます
初出：『きらら』2009年4月号 - 5月号
老舗「藤倉ホテル」の創業家・藤倉幸三郎の豪邸の薔薇園で、幸三郎の息子・俊夫の恋人で居候の高原恭子の死体が発見された。恭子は別の場所で殺された可能性があったが、犯人がわざわざ薔薇園まで遺体を運んだ理由は分からなかった。さらに恭子の住む離れが犯行現場かのように荒れていた形跡が発見され、車椅子で死体を運ぶ犯人の人影を見たという目撃証言まで挙がるのだった。
麗子との帰り際に物置で恭子の飼っていた猫を見つけた風祭は、猫が負った怪我から犯行現場は離れだと確信するが、結局その日の捜査では犯人とその目的は分からずじまいだった。麗子から話を聞いた影山は「それでもお嬢様はプロの刑事でございますか。正直、ズブの素人よりレベルが低くていらっしゃいます」と麗子に屈辱的な暴言を述べた後、犯人が遺体を薔薇園に運んだ意図を紐解いていく。

- 高原 恭子…25歳、俊夫の恋人で藤倉家の居候。高級クラブで働いていたが、店が閉まってから住む所も無くなったため藤倉家に転がり込んできた。利発でとても気が利く女性。黒い猫を飼っている。
- 藤倉 幸三郎…多摩地区にある老舗ホテル「藤倉ホテル」の創業家で現在は名誉会長。事件現場になった薔薇園の手入れを趣味とする。
- 藤倉 文代…70歳、幸三郎の妻。足が不自由で車椅子を利用している。
- 藤倉 美奈子…35歳、幸三郎と文代の長女。
- 藤倉 雅彦…45歳、美奈子の夫で藤倉家の婿養子。幸三郎に代わり、「藤倉ホテル」社長の座に就いている。
- 藤倉 俊夫…34歳、幸三郎と文代の長男。「藤倉ホテル」の社員。恭子との結婚を考えているが、周りから難色を示されていた。
- 藤倉 里香…5歳、美奈子と雅彦の娘。物置で足を怪我していた猫の治療をしていた。
- 寺岡 裕二…俊夫の大学時代からの友人で、藤倉家の親戚筋。恭子と学生時代から知り合いだったため、俊夫の頼みで藤倉家に彼女の良さを売り込もうと事件前夜に麻雀をしていた。

花嫁は密室の中でございます
初出：『きらら』2009年6月号 - 8月号
麗子の後輩で白金台にある多くのレストランを手掛ける名門、沢村家の長女・有里の結婚式に出席した麗子と影山。しかし披露宴が始まってしばらくすると、有里が姿を消したため、麗子が有里の部屋に向かったところ、部屋から有里の悲鳴が聞こえ、駆けつけると有里が背中を刺され、重傷を負っていた。三浦警部の指揮の元で捜査が始まるが、犯人は有里が悲鳴を上げてから沢村家の関係者が有里の部屋に集うまでの短時間のうちに姿を消し、しかも部屋のバルコニーには犯人の足跡は発見されなかった。
現場が完全な密室となり、あろうことか麗子は三浦警部に犯人を逃がした共犯者として疑われてしまう。三浦警部に、麗子への疑惑を向けられても仕方のない証言をした不忠の執事・影山は一旦は自身の推理に核心を持つが、アテが外れ「お嬢様は、本当に犯人を逃がしたりなさらなかったのですか？どうか、わたくしだけには本当のことを…」と麗子に確認する始末。しかし、彼のある一言を発端に事件は意外な展開を見せていく。

- 沢村 有里…麗子の大学時代の後輩で沢村家の長女。学生時代からドジを踏みやすいところがある。父親を早くに亡くした影響から30代以上の男性が好み。年は麗子より３歳年下。
- 西園寺 琴江…かつて鉄工会社「西園寺製鉄」を経営していた名家だった西園寺家の最後の一人。還暦を迎えているが、結婚はしていない。西園寺家の屋敷は琴江一人では維持が困難なため、沢村家が住むようになったという背景がある。
- 沢村 孝子…有里の母親。娘が重傷を負った状況であっても、沢村家の体面を重視する。
- 沢村 佑介…有里の弟、大学生。有里の結婚を細山が沢村家の財産を狙っているとして良く思っていない。披露宴中に酔っ払った状態で麗子に言い寄ってくる。
- 沢村 美幸…有里の妹、高校生。明日試験を控えているが、事件当時、自分の部屋で勉強と偽って音楽を聴いていた。
- 吉田…西園寺家に50年以上仕えてきた執事。物腰穏やかで冷静。
- 細山 照也…有里の結婚相手。西園寺家の顧問弁護士で、西園寺家と沢村家の法律関係の仕事を引き受けている。
- 三浦警部…港区の管轄にいる中年刑事。有里が刺された事件を担当する。

二股にはお気をつけください
書き下ろし
野崎伸一という男性が自身の住むマンションの一室で全裸の状態で死亡していた事件が発生。野崎の隣の部屋の住人の証言から死亡推定時刻以前に野崎が自分より10cm背の低い女性と一緒だったことが判明し、麗子と風祭は野崎と頻繁に連絡を取っていた本命の彼女を含む4人の女性に目星をつける。ところが彼女たちは隣人の証言する女性の特徴とどこかしら不一致で、最後の一人が条件に当てはまると思われたが、そこに野崎の部屋から野崎より10cm背の高い女性が出ていくのを見たという目撃証言が現れてしまう。
容疑者の女性の実像が掴めなくなり、犯人候補の4人の女性のいずれも決め手に欠ける中、麗子は影山に事件の概要を話しつつも、刑事やお嬢様としての面子から自力で謎を解こうとするが、影山は「失礼ながらお嬢様、やはりしばらくの間、引っ込んでいてくださいますか?」といつもの暴言で、ヤマカンで推理しようとする麗子を制し、自らの推理を話し出す。

- 野崎 伸一…マンション「ハイツ武蔵野」に住む小柄で童顔の男性。保険会社「三友生命」の秘書課職員。彼女以外にも3人の女性と親密な関係にあった。
- 澤田 絵里…21歳、野崎と交際している女子大生。事件の第一発見者。大学のサークルの先輩の結婚披露パーティで野崎と知り合った。身長は160cm程。
- 斉藤 アヤ…野崎と親しかった女性の一人で野崎の幼馴染。言動、容姿共に男勝りの雰囲気があり、身長は170cm程。役者志望で、コンビニのバイトで生計を立てている。
- 黛 香苗…野崎と親しかった女性の一人で、代議士の娘。父親の支援者のパーティがきっかけで、社長の代理で参加した野崎と1か月前より交際している。身長は160cmちょうどで、清純なお嬢様タイプ。
- 森野 千鶴…野崎と親しかった女性の一人で、野崎の同僚。秘書課に配属されてから3年間野崎と交際しており、野崎が他の女性と交際していた事実に動揺する。身長は150cmぐらい。
- 宮下 弘明…野崎の隣の部屋に住む男性。無類の阪神ファンで、CSで野球中継を見ていたところ新井貴浩がホームラン性の打球を飛ばした瞬間にぎっくり腰に見舞われ、病院に向かう途中で女性と一緒にいた生前の野崎を目撃する。なお、結局新井の打球はファールボールになり、阪神はこの試合で大敗した旨が書かれている。
- 杉原 聡…野崎の隣の部屋に住む太った男性。職業はミステリ作家。宮下とは全く食い違う特徴の女性を野崎の部屋から出ていくのを見たと証言する。

死者からの伝言をどうぞ
書き下ろし
金融会社社長・児玉絹江が自宅の屋敷で撲殺された。現場には絹江が残したであろうダイイング・メッセージが犯人によって拭き取られてしまった跡があり、犯人はなぜか庭から2階の部屋に凶器のトロフィーを放り投げていた。風祭はこれをアリバイ工作と判断し、アリバイのある人物こそ犯人とにらむが、関係者には全員アリバイがなかった。唯一トロフィーを放り投げられる腕力の無い絹江の従兄弟の娘・児玉里美は聴取中に気絶してしまう。
何かを知っているかのような里美からは何も聞き出せなかったが、一人アリバイのある人物が現れ、風祭は目をつける。しかし、リムジンの中で麗子から話を聞いた影山は「お許しください、お嬢様。わたくしチャンチャラおかしくて横っ腹が痛うございます」と犯人の行動に先入観を抱く麗子を嘲笑し、自らの推理を語る。そして、その続きは屋敷へと持ち越される…。

- 児玉 絹江…52歳、消費者金融「コダマ・ファイナンス」社長。親切丁寧な接客と安心安全な金利を謳う反面、冷酷非情な取り立てを行っているため恨みを買うことも多く、彼女が殺された事件はワイドショーでも取り上げられている。ドラム缶みたいな体型。
- 児玉 宗助…50歳、絹江の2番目の夫。「コダマ・ファイナンス」の取締役。実生活でも絹江の尻に敷かれていそうなタイプで、家族内でも軽んじられている存在。自身の部屋に凶器のトロフィーを犯人に投げられる。
- 児玉 和夫…絹江の長男。「コダマ・ファイナンス」の重役を任されている。真面目な性格で頭も切れ、社内でも人望がある。事件前に会社の方針を巡って絹江と口論をしていた。
- 児玉 明子…絹江の長女。家事手伝いで典型的なギャルのような風貌。ファッションと芸能ニュース、合コンにしか興味がない。昔は砲丸投げの選手だった。
- 児玉 吾郎…絹江の次男で三兄弟の末っ子。都内の大学に通っている。高校時代は成績優秀で野球部のエースという優等生だったが、肩を壊してしまってから放蕩な生活を送っている。凶器のトロフィーは自身がリトルリーグで優勝した時に貰ったもの。
- 児玉 謙二郎…絹江の従兄弟で、「コダマ・ファイナンス」の関西支店長。絹江に似た体型の持ち主。
- 児玉 里美…中学一年生の謙二郎の娘。華奢な体型で腕力が無いことから容疑者から除外される。
- 前田 俊之…絹江の秘書兼運転手。寡黙な男で、風貌や明子に対する辛辣な評価から麗子に影山を思わせている。

宝生家の異常な愛情
文庫版書き下ろしのショートショート
ある夜の宝生家、麗子宛に段ボール箱に入れられた黒い仔犬が送り届けられた。自分へのプレゼントだと直感し、「バトラー」と名付け仔犬を気に入る麗子だが、影山はバトラーの首輪に超小型盗聴器が仕掛けられていたことに気付く。
自分のファン、果ては風祭の仕業かと勘繰る麗子を「お嬢様。残念ながらお嬢様のお考えは犬に食わせるほどの値打ちもございません」と一蹴し、麗子への偏愛を向ける真犯人を推理するのだった。

### 謎解きはディナーのあとで2
アリバイをご所望でございますか
初出：『きらら』2011年1月号 - 2月号
立川駅南口のビルの踊り場で菅野由美という女性の刺殺体が発見された。由美の住む国分寺のアパート周辺の聞き込みや現場検証の末、麗子と風祭は死亡推定時刻から換算して、午後七時半にアパートを出た由美が、午後七時四十五分から午後九時の間に殺されたという犯行時刻を割り出す。容疑者として由美との恋人関係の清算で揉め、最も由美を殺す動機のある男・江崎建夫に目星をつける麗子と風祭だが、江崎には完璧なアリバイがあった。
捜査は振り出しに戻ったが、江崎への疑念を捨てきれない麗子は影山に今までのあらましを話す。そして影山は「失礼ながら、お嬢様は相変わらずアホでいらっしゃいますね。―いい意味で」と「いい意味で」とつければ麗子をフォローした気でいる暴言を吐いた後、江崎が用いたアリバイ工作の謎を解いていく。しかし一通りの謎が判ってワイン片手に上機嫌の麗子に「失礼ながら、お嬢様。先ほどからのうのうとソファでくつろいで、高いワインをがばがば飲みながら、これにて一件落着みたいな顔をしていらっしゃいますが、本当にそれでよろしいのでございますか?」と影山が問いかけるように、推理の最中にも事件は最悪のケースに進んでいた。

- 江崎 建夫…立川の有名企業「望月製菓」に勤める男性で、由美の交際相手。由美と7年間交際していたが、重役の娘と結婚して逆玉の輿に乗ることを理由に由美に別れを切り出していた。事件当時は喫茶店にいて、それ以前に後輩の友岡弘樹の家にいた。
- 菅野 由美…国分寺市にある古アパート「若葉コーポ」の二〇二号室に住む女性で事件の被害者。経理部所属の江崎の同僚で交際していたが、別れを切り出されたことが納得いかず、江崎と揉めていた。
- 松原 久子…50歳、「若葉コーポ」に住む太り気味の中年女性。近所のスーパーでパートとして働いており、大酒飲み。
- 戸田 夏希…21歳、由美の隣の部屋に住む大学生。間延びした陽気な関西弁が特徴。由美とは何度か食事をし江崎と由美の間にある悶着も知っていた。文庫版での名前は「美幸」。
- 権藤 寛治…67歳、事件現場となった「権藤ビル」のオーナーで第一発見者。日課のジョギングをしようとした時に、死体を発見した。

殺しの際は帽子をお忘れなく
初出：『きらら』2011年3月号 - 4月号
ある殺人事件に関する意見を求めるため、影山と行きつけの帽子店を訪ねた麗子。それは女性が裸のまま風呂の中で死んでいた事件で、当初は風呂の中で溺れた事故死と思われていたが、現場からは、なぜかクローゼットの端の棚から彼女の帽子一式が無くなっていた。帽子が無くなった謎を残しつつ殺人として捜査が始まり、犯人候補として彼女の生活と密接に関連していた3人の男性が浮かび上がる。
しかしいずれもアリバイが無く決め手には欠けていた。美羽は帽子屋としての知識から自らの見解を述べ、美羽に意見を伺うという体で麗子から話を聞かされていた影山は、合間に「失礼ながら、お嬢様。お嬢様は冗談をおっしゃっているのでございますか、もしそうだとすれば『ウケる〜』でございます」と、ピントのずれた推理をした麗子への暴言を挟みつつ、無くなった帽子の謎と真犯人を暴いていく。

- 藤崎 美羽…麗子行きつけの帽子店「CROCHE」の女主人の一人娘。基本的に明るい人柄だが、商魂たくましい一面も垣間見せ、麗子をうっかりカモ呼ばわりしたりとやや失言も多い。麗子は影山が彼女の推理には暴言を吐かないことに不満を抱いた。
- 神岡 美紀…「米山自動車工場」の旧工場2階に住む女性。カラオケボックスでバイトをしており、3人の男性から援助してもらって生活している。
- 久保 早苗…美紀の大学時代からの友人。美紀と同じカラオケボックスでバイトをしている。男勝りな口調の活発そうな女性。
- 米山 昇一…「米山自動車工場」社長。自身が世話になった恩人の孫である美紀が住む所に困っていたため、「米山自動車工場」の古い工場を住居として与えた。薄い頭髪の日焼けした50歳前後の恰幅のいい男性で、黒縁眼鏡を掛けている。
- 安田 孝彦…美紀の元彼で、早苗曰く美紀のストーカー。地元の府中市の印刷工場勤務の30代の会社員で、無精髭を生やしている。美紀に散々貢いだあげくに捨てられた。やがて地獄に落ちると美紀に警告するため、付け回していた。
- 増渕 信二…美紀が通っていた大学の文学部教授。安田によると美紀の愛人であり一緒にいるところを目撃されるが、本人は否定する。白髪と銀縁眼鏡を掛けた知的そうな60代の男性。麗子たちの事情聴取に神経質な態度を見せる。

殺意のパーティにようこそ
初出：『きらら』2011年5月号 - 6月号
桐生院家当主・桐生院吾郎の還暦祝いのパーティに出席した麗子と影山。会場となる「ホテル港区」には麗子と綾華を含む季節毎のスポーツを楽しむ大学のサークル「シーズンスポーツ同好会（通称：SSD）」のメンバーとその関係者達も出席していた。そんな中、SSDと親しくしているホテル王の娘・瑞穂が屋上庭園で植木鉢で殴られ重傷を負う事件が発生、瑞穂は救急車に運ばれる直前、「赤いドレスを着た、どこかで見たことがあるような知らない女性に殴られた」と証言する。
だが、会場内にいた証言と一致する格好をした女性はSSDメンバーも含め全員面識のある者ばかりだった。事件の真犯人に気付いた影山は、詳しく説明すると日が暮れると言い、早期解決のため麗子にあることをさせ、後に「お言葉を返すようで恐縮ですが、お嬢様のほうこそ、どこに目ン玉お付けになっていらっしゃるのでございますか」と、真実を説く。事件の鍵は人間関係の盲点にあった。

- 桐生院 綾華…SSDのメンバーで桐生院吾郎の娘。桐生院家は旧華族で、「宝生グループ」と似通った事業を展開する「桐生院財閥」の総本山である。得意種目は水泳。親の事業内容が近いからか、麗子とは犬猿の仲。
- 宮本 夏希…SSDのメンバー。一流企業の会社員を父に持ったやや裕福な女性。得意種目はテニス。文庫版での名前は「香織」。
- 森 雛子…SSDのメンバーで麗子達の1年後輩。裕福な歯科医を父に持つ。得意種目はスキー。
- 手代木 瑞穂…全国の高級ホテルを手掛けるホテル王・手代木幸作の娘SSDが従弟の和也と親しいことからSSDはリゾートでの宿泊先に手代木家のホテルを利用していた。
- 手代木 和也…SSDメンバーの大学時代の友人で瑞穂の従弟。瑞穂とは姉弟同然に仲が良い。SSDの一人だった木崎麻衣と交際していたが、自身に新しい恋人が出来て、彼女が自殺未遂で入院してからSSDとは浅からぬ因縁がある。
- 真山 信二…瑞穂の会社の同僚で恋人同士の間柄である男性。瑞穂と屋上で待ち合わせをしていたが、そこで倒れている瑞穂を見つけ、第一発見者となる。文庫版での名前は「裕二」。
- 永瀬 千秋…バー「歩阿路」で働く女性で和也の恋人。瑞穂の語る犯人と同じ格好をしているが和也と一緒に瑞穂と食事をした経験がある。
- 三浦警部…港区の管轄にいる中年刑事。前回の事件で麗子と面識を持っているが、本人は麗子のことを忘れてしまっていた。瑞穂が殴打された事件を担当する。

聖なる夜に密室はいかが
初出：『きらら』2011年7月号 - 8月号
昨夜に雪の降った12月24日、自身は恋人と過ごすクリスマスイブの予定はないのに、今夜予定があるという影山への八つ当たり的な怒りから、いつものリムジンではなくバスで国立署に出勤した麗子。慣れないバス通勤で国立ではなく西国分寺病院前に降り立った麗子は三角屋根の住宅に住む松岡弓絵という女性が死んでいるという知らせを受け、その現場に駆けつける。当初はロフトから転落しての事故死と判断されかけるが、死亡後に人影を見たという証言から殺人事件の可能性が浮上する。だが現場には第一発見者である弓絵の友人・里奈の今朝方の足跡と弓絵の自転車のタイヤ痕以外犯人の足跡は一切存在しなかった。
そして里奈を含む4人の容疑者が割り出されるが、それぞれが指し示す怪しい人物は4人の間で堂々巡りするばかり。風祭のイブの誘いを躱し、バスの終点から帰路についた麗子は、知り合いのケーキ屋との賭けに負けてクリスマスケーキの路上販売を手伝っていた影山と遭遇。麗子から事件の概要を聞いた影山は単純な推理を展開した麗子に「大変失礼ながら、お嬢様の単純さは、まさに幼稚園児レベルかと思われます」と言い放ち、聖なる夜の謎解きを展開する。

- 松岡 弓絵…事件の被害者、「日吉茶房」のバイト。スポーツ万能で特にウィンタースポーツを得意としていた活発な女性だったという。
- 中沢 里奈…弓絵の大学の友人で喫茶店「日吉茶房」のバイト仲間で、事件の第一発見者。弓絵を「誰からも愛されるタイプ」だと語るが、未だに弓絵への未練を引きずる大沢に好意を抱いているため、弓絵が邪魔な存在だったらしい。
- 大沢 正樹…「日吉茶房」のバイト。弓絵とは1年間交際していたが、弓絵が高野と交際することを理由に別れる。里奈曰く「プライドが高く、思いつめるタイプ」。
- 高野 道彦…弓絵と同じ大学の学生で、弓絵の新しい恋人。茶髪にピアス、肌は日焼けしており、態度は軟派という典型的なチャラ男。
- 神崎 綾香…「日吉茶房」のウェイトレス。弓絵が高野と付き合っているのを知りながら、高野と朝まで一緒にいたという。文庫版での名前は「綾乃」。
- 佐々木 時子…弓絵の隣の家に住む老婆。弓絵がロフトから転落したと思しき音と、その後人影を見たと証言する。

髪は殺人犯の命でございます
初出：『きらら』2011年9月号 - 10月号
有名な家電量販店「家電のハナヤギ」の経営者一族で、現在当主の死後、妻と愛人による遺産問題で揺れる花柳家で、その血縁者である寺田優子という女性の刺殺体が発見された。花柳家では深夜に殺害された優子の来訪を誰も知らない上に、しかも優子のロングヘアーの髪はハサミで切られ、暖炉で燃やされていた。犯人は髪へのフェチシズムを持つ男、あるいは優子の長く綺麗な髪への嫉妬心を抱いた女なのか？という見解が錯綜する中、麗子と風祭は花柳家の関係者達への聞き込みを開始する。
その後、犯人が優子の髪を切った理由が依然としてわからないまま、麗子は当主の清太郎から優子のことを聞いていた影山に、これまでの顛末を語る。それを聞いた影山は「これだけの情報を得ておきながら、まるで真相に辿り着けないとは、お嬢様は、頭がお悪いのではございませんか?」と、事件の謎とそれに纏わる意外な真実まで紐解いていく。

- 花柳 夏希…19歳、花柳家長男。大学生。髪型は短髪だが、顔の作りややや声が高いと女性的な容姿をしている。顔は春菜とよく似ている。
- 花柳 春菜…23歳、花柳家長女。「家電のハナヤギ」本社総本部勤務。髪型はショートヘア。賢治が死んだ日に芙美子の所へ怒鳴り込んできたことがある。
- 寺田 優子…春菜と夏希の従姉妹に当たる女性。大学生。2年前に両親を亡くしてから、花柳家に通うようになる。腰まで掛かる長くて綺麗な黒髪が特徴。
- 花柳 雪江…当主・花柳賢治の妻。優子を殺したのは芙美子で、芙美子が優子と似ている自負する後姿を見て勘違い殺人を犯したと主張する。人の話を遮り語りだす傾向がある。
- 伊藤 芙美子…花柳賢治の愛人。賢治が書き換えた遺言状から遺産相続の権利を主張している。中野の一階がラーメン屋のマンションに住む。
- 田宮 芳江…花柳家の住み込みの家政婦。朝食を作ろうとした途中に、優子の遺体を発見する。発見当初は優子を夏希と見間違えている。

完全な密室などございません
単行本のみの書き下ろし
著名な画家・松下慶山が屋敷の別館のアトリエで刺殺される事件が発生。現場となった天井の高さが4、5mはあるアトリエには松下が制作中だった、ベッドでまどろむ女性とその周りを囲む妖精が描かれた「眠り姫と妖精」という巨大な壁画と横たわっていた一本の梯子があった。第一発見者の証言では、慶山の悲鳴を聞いてアトリエのドアまで駆けつけたところ、途中で梯子の倒れる音がし、その後刺された慶山を見かけたという。それまでの間、犯人の逃走経路並びに脱出した痕跡は無いに等しい密室の状態だった、そして慶山は今際の際に、「眠り姫と妖精」を指差していた。麗子と風祭は改めて犯人がアトリエから脱走した謎を検証するも、めぼしい結果は得られなかった。
麗子は影山の気を惹きつけて事件の概要を語り、影山に促されるまま、話すほどではないと前置きしながらとっておきの閃きを披露する。影山は「まさに、お嬢様のおっしゃったとおりでございます。確かに、お嬢様の凡庸な閃きなど、誰かに話すほどのものではございません。聞くだけ時間の無駄でございました」と麗子の推理を一蹴。そして自ら安楽椅子探偵のルールを破り、麗子と共に現場に赴き、密室の謎を解き明かす。だがその現場で思わぬ非常事態が麗子と影山を襲う。

- 中里 真紀…フリーライター。雑誌で美術関係の記事を書いており、慶山とは3年前から一緒に仕事をしている。事件当時は慶山と会う約束をしていた。
- 相原 美咲…美大生。母親が松下家の遠縁という関係から、松下家に下宿している。生前の松下が「眠り姫と妖精」を書き始めている場面を目撃している。
- 松下 友江…55歳、慶山の妻。慶山の異変を知った後に広明と現場に駆け付けた。平然と自分の発言を翻意する図太い性格。
- 松下 広明…30歳、慶山の息子。職業は彫刻家だが、麗子は彼の作品を見たことがないため、対外的にそう呼んでいると見ている。友江には従順で、すぐに掌を返す友江の発言に振り回される。
- 松下 慶山…西洋画の大家と言われる高名な画家。幻想的な絵画からリアルな人物画まで幅広い画風が特徴。アトリエに書いた「眠り姫と妖精」の美女のモデルは真紀か友江かだといわれる。

忠犬バトラーの推理?
文庫版書き下ろしのショートショート

### 謎解きはディナーのあとで3
犯人に毒を与えないでください
初出：『きらら』2012年1月号 - 2月号
37度2分の自称「高熱」をおして国立署に出勤した麗子は国分寺市西恋ヶ窪に居を構える元農家の桐山家当主・健作が青酸カリによって自室のベッド内で死んだ事件の捜査にあたることに。ペットボトルの水と青酸カリを湯呑みで飲んでの自殺の線が濃厚だが、風祭が筋の通る推理を展開したことも相まって念のため関係者に話を聞く。しかし彼らは一様に聞かれてもいない自分のアリバイを口にし、それが無意味とわかると健作が自殺であることを強調するという怪しい態度を見せる。1週間前から愛猫の白猫・シロがいなくなったことが自殺の原因と目されるものの、誰もが死亡推定時刻以前に毒を仕込める可能性があり、現場に落ちていた切れた輪ゴムの謎を残したまま自殺か他殺どちらなのか判別出来ずにいた。
捜査が終わり、熱がわずか2分上がってベッドで寝込んだ麗子は、事件の判断を聞きたいと、これまでの概要を影山に話していく。そして話を聞き終えた影山は「なぜ、お嬢様は数多くの事件を経験しながら、一ミリも進歩なさらないのでございますか？ひょっとして、わざとでございますか？」と麗子を熱から飛び起こさせる暴言を吐いた後、事件の真相を突き止めていく。

- 桐山 健作…恋ヶ窪で先祖代々から農業を営んできた桐山家の当主を務める老人。年齢は70代程。自身も農業に従事していたものの、年には勝てず息子も後を継ぐ気がないため昨年に農業を引退した。だが畑を手放す気は無く、農大を卒業を控える遠縁の男性に継がせようとしていた。文庫版での名前は「耕作」。
- 桐山 信子…69歳。健作の妻の老婦人。事件の第一発見者。
- 桐山 和明…健作の息子。信子の連れ子であるため健作と血の繋がりは無い。父の後は継がずに国分寺で無農薬野菜をウリにしたオーガニックレストランを経営しているが、経営は火の車だったとのこと。
- 桐山 貴子…和明の妻。専業主婦だが、自身は趣味と茶の稽古事に熱中し、家事の大半を信子に任せている。
- 桐山 美穂…和明と貴子の娘。今年入学したばかりの女子大生で、サークル活動と合コンに明け暮れる毎日を送っている。
- 相川 早苗…桐山家の通いのお手伝い。辛辣な性格。彼女の目には和明たちが言うほど健作がシロを可愛がっているように見えなかった。自室に向かう前の健作から、輪ゴムを求められた。

この川で溺れないでください
初出：『きらら』2012年3月号 - 4月号
多摩川沿いの土手の藪の中で、若いチンピラの石黒の遺体が発見された。しかし、遺体は陸で発見されたにもかかわらず、監察医が導き出した死因は溺死だった。第一発見者で石黒の子分格の芝山の証言から、石黒が成城にいる親戚の世話になっていたことを知った麗子と風祭は、その親戚である神崎（文庫版では「神原」）家の許に赴き聞き込みを開始するが、神崎家には死亡推定時刻に自宅に客を呼んで花見をしていたというアリバイがあった。
やがて麗子と風祭は、石黒の住むアパートの浴槽の中から多摩川での溺死に見せかけようとしたと思しき藻草を発見、さらに石黒と神崎家の思わぬ人間関係を突き止める。捜査後の宝生邸、庭で桜を満喫する麗子は影山に捜査の一部始終を伝える。そして「お嬢様はわたくしと比べて目だけはよろしいものと思っておりましたが、どうやら見当違いでございました。目の前にあるヒントにまるでお気づきにならないとは……わたくしお嬢様には心の底からガッカリでございます」と麗子を桜の幹に突っ込ませる暴言で見過ごされたヒントの存在を指摘し、陸に上がった溺死体の謎を紐解いていく。

- 神崎 正臣…成城の地元で代々から続く不動産業を営む神崎家の主人。
- 神崎 佐和子…50歳、正臣の妻。世間体を気にしてパトカーを門前ではなく敷地内の駐車スペースに止めるよう麗子たちに要請する。事件があった日の翌朝、コンビニに醤油を買いに行っていた。
- 神崎 祐次…25歳、神崎家長男。父親の会社で社長補佐を務めている。境遇の違いからか石黒に対して関心を示さない。
- 神崎 詩織…21歳、神崎家長女で祐次の妹。4月に4年生になったばかりの女子大生。境遇の違いからか石黒に嫌悪感を示す。
- 石黒 亮太…事件の被害者。学生時代から手をつけられなかったという立川の地元では有名なチンピラで、服装のセンスもチンピラと相違ない風祭と似たり寄ったり。親戚の正臣の世話になってから羽振りが良くなった。
- 芝山 悟…事件の第一発見者で、石黒の弟分。石黒を兄貴と慕い、石黒のファッションセンスを忠実に受け継いでいる。

怪盗からの挑戦状でございます
初出：『きらら』2012年5月号 - 6月号
仕事を終え、宝生家でディナー中の麗子宛に、「怪盗レジェンド」と名乗る人物が明日の深夜0時（一応厳密に言えば明後日の深夜0時）に清太郎のコレクションの一つで、死後に作品の評価が高まった彫刻家・高森鉄斎による数百万の値打ちがする「金の豚」を盗むと予告状が送り付けられた。宝生家令嬢の身分が発覚する恐れから管轄の国立署に相談できずに悩む麗子は、事情を聞いた清太郎の薦めで宝生家かかりつけの私立探偵・御神本光一に警備を依頼することに。「金の豚」は同じ作者のものでありながら出来はイマイチな「銀の豚」と共に清太郎の書斎に飾られていた。御神本は日頃より麗子からの人望が無い影山を外し、唯一の出入口である書斎のドアに鍵と閂の2重ロックを施した上で麗子と部下3人の計5人で書斎内に籠城し監視する。しかし麗子達は自分達で用意したコーヒーに仕込まれた睡眠薬で眠らされ、その隙に「金の豚」ではなく「銀の豚」が盗まれ、怪盗レジェンドは麗子達の目の前で逃亡してしまう。
その後、麗子達の中に内通者がいるという見解が濃厚となるが、麗子達が目覚める間に密かに影山が見張っていた書斎のドアからは誰も出入りしていなかった。幾重の包囲網を潜り抜けた手際を前に怪盗レジェンドを奇跡の大泥棒だと観念する麗子。だが、影山は「お嬢様、いま少しばかり脳みそをご使用になられてはいかがでございますか」と暗に頭を使えと発言した後、麗子と御神本達の前でレジェンドの正体とその完全犯罪の全容を明かしていく。

- 御神本 光一…3代に亘って宝生家に仕えている「御神本探偵事務所」3代目所長の私立探偵。麗子も今までその存在を知らなかった。白黒のドット柄のジャケットを羽織った遊び人風の気障な男性で自信家だが、実力には疑問符が付き、レジェンドを前では後れを取ってしまう。
- 朝倉 美和…御神本の助手。御神本とは対照的に地味な装いながら、女性の魅力も振りまく女性。
- 大松、中園…「御神本探偵事務所」所属の探偵で、御神本が特に成績優秀と太鼓判を押す2人である。大松は筋骨隆々の体型、中園は謹厳実直そうな中肉中背の男性。
- 怪盗レジェンド…麗子に「金の豚」を盗むと予告状を出した怪盗。麗子や影山もレジェンドの名を聞いたことはなく、新手の怪盗とみられる。「は、はは、ははは、はははは」と「は」の数が一個ずつ増えるような独特の哄笑が特徴。

殺人には自転車をご利用ください
初出：『きらら』2012年7月号 - 8月号
ディナーの後、自転車を見たいと影山に清太郎が収集した数多くの自転車専用のガレージへと案内させた麗子。その理由は立川市で老婦人が殺害された事件の捜査が難航しているためだった。被害者の資産家・佐々木澄子は死者を冒涜するかの如く、自宅の屋敷で子供用の椅子に座らされた状態で発見された。遺産絡みで澄子を殺す動機のある人物として、彼女の甥で元競輪選手の平沢健二が捜査線上に浮上するが、平沢には死亡推定時刻の午後9時頃には自宅で友人や家族と一緒に過ごしていたというアリバイがあった。
しかし唯一彼らの目から15分姿を見せない時間があったため、麗子と風祭はその時間の間に自宅から澄子の家まで往復10kmの道を往来したロードバイクの目撃情報を得ようと聞き込みを開始、コンビニでたむろしている若者達からその証言を得る。しかし彼らによるとそのロードバイクに乗った人物は立川方向に向かってからわずか5分で引き返してきたとのことで、競輪選手でも出せない時速約100kmの速さが無ければ往復は不可能だった。ガレージ内で麗子の話を聞いていた影山は退屈さを露わにし、「失礼ながらお嬢様。どーでもいいアリバイ崩しに血道を上げる警部も警部ですが、それにお付き合いするお嬢様も風祭警部とどっこいどっこいでございますね」とこの場にいない風祭を貶しつつ、麗子に最も屈辱的な暴言を浴びせた後、平沢の犯行時の行動を推理していく。

- 平沢 健二…国分寺北市に住む無職の男性。かつて競輪選手だったが、4年前の落車事故で腰を痛めてから成績不振に陥り、2年前に引退した。澄子の甥で唯一の近親者だが、澄子からの愛情は淡白で、娘の美奈がいる関係から遺産を譲り受ける権利を得ている。
- 平沢 江里子…平沢の妻。叔母にあたる澄子の死に対して、夫と同様やや芝居掛かった反応をする。
- 平沢 美奈…平沢の一人娘、「かもめ幼稚園」に通う幼稚園児。光一と対照的に澄子に可愛がられていた。一目見た風祭を「変なおじちゃん」と称する無垢な鋭さを秘めている。
- 佐々木 澄子…72歳、日本家屋に住む被害者の老婦人。亡くなった夫が不動産業を営む資産家だったため、年金暮らしだがその遺産もあり裕福な暮らしをしていた。文庫版での姓は「佐々山」。
- 丸山 美鈴…佐々木家の通いの家政婦。澄子やその周辺の人間を持ち上げる証言をするが、風祭と麗子の「で、実際のところは?」の念押しで態度を一変する。

彼女は何を奪われたのでございますか
初出：『きらら』2012年9月号 - 10月号
マンション建設現場で女子大生の木戸静香の絞殺遺体が発見される事件が発生。だが被害者は着衣のワンピース以外、靴やベルト、掛けていた眼鏡等々、身に着けていたものを一切合財犯人に盗まれていた。唯一残された大学のハンカチを頼りに被害者が通う私立カトレア大学へ聞き込みに当たった麗子と風祭は事件前日の目撃証言から犯人が彼女の私物全てを盗んでいたことに確信を抱き、木戸と親交のあったOBの寺岡浩次から風祭と話を聞いた麗子は寺岡に疑念を持つ。
その夜、いつものように麗子を促して捜査の話を聞いた影山は、犯人の真意を見抜けないでいる麗子に「失礼ながら、お嬢様。この程度の謎で頭を悩ませておいでとは、お嬢様は本当に役立たずでございますね」と言い放ち、犯人が本当に盗みたかったものを推理する。その後、影山の推理によって犯人に目星をつけた麗子は、確固たる証拠を掴むため、影山の協力を得て犯人に対してカマを掛けていく。

- 木戸 静香…以前は女子大だった「私立カトレア大学」の文学部3年生で映画研究会所属。眼鏡を掛けた清楚な雰囲気を漂わせる女性。
- 寺岡 浩次…「私立カトレア大学」OBで元映画研究会部長。現在は銀行勤務で、静香とは休日に一緒に映画を観に行ったりしていた。文庫版での姓は「寺島（てらしま）」。
- 水野 理沙…「私立カトレア大学」文学部2年の映画研究会所属で、静香の後輩の女子大生。夏物一掃バーゲンセール帰りの喫茶店で生前の静香と遭遇、上目遣いの視線を向けられ禁断の関係を受け入れかけた後、去り際の静香の不可解な行動を目撃した。なお、その後、影山を伴い、同じくバーゲンセールの買い物をしていた麗子を見ていた。
- 杉原 俊樹…「私立カトレア大学」文学部3年で映画研究会所属。静香とは中学時代から親しく「サークル公認の仲」だが、静香には男女の関係を否定されている。
- 西田 真弓…「私立カトレア大学」経済学部2年の映画研究会部長。短い茶髪で活発な雰囲気のある女性で、さっぱりとした性格。

さよならはディナーのあとで
書き下ろし
アパート経営者の清川隆文が国立市の邸宅内で自前の木刀で撲殺される事件が発生。現場の廊下に面した清川の妻・芳江の部屋と清川家の書斎が荒らされていたことから1ヶ月前より発生していたピッキングによる連続窃盗事件の窃盗犯による犯行説が浮上。とはいえ窃盗犯の犯行に見せかけた殺人の可能性も否定できないため、清川の家族にアリバイを確認するが、全員事件前のアリバイが無いに等しい状態だった。
だが、部屋の中に人影を目撃したという隣に住む老人からの証言により、風祭は窃盗犯の犯行に確信を持つ。一方、犯人は窃盗犯か清川家の人間なのか、判別できない麗子から詳細を聞いた影山は「失礼ながら、お嬢様は無駄にディナーをお召し上がりになっていらっしゃいます」と意図不明の言葉を告げ、続けさまに「要するに、お嬢様は無駄飯食いであると、わたくし、そう申し上げて…」と直訳して麗子を激怒させながらも、事件の真相を推理し解決に導いていく。しかしこの事件の後、影山と風祭を巻き込みながらの、麗子の謎解きに纏わる生活に、一つの終わりを迎える出来事が起きる。

- 清川 芳江…隆文の妻。きつめの性格で、風祭にぶすっとした態度で応じる。事件当時は結婚する知り合いへのお祝いの品を見に新宿にいた。隆文との夫婦仲は冷え切り、若い男性と浮気をしていたらしい。文庫版での名前は「君江」。
- 新島 喜和子…40代、清川家の居候。離婚して住む場所が無くなったため、親戚である隆文に自宅に住まわせてもらっていた。事件当時は国分寺にスロットをしに出かけていた。芳江との折り合いは悪く、麗子達に芳江の浮気を暴露し、芳江と取っ組み合いの喧嘩を繰り広げる。
- 清川 智美…24歳、清川家長女。有名保険会社の国立支店に勤務する。事件当時は交際相手と目される同僚と立川で映画を観ており、その同僚との関係を否定している。
- 清川 雅美…20歳、清川家次女。「私立カトレア大学」の2年生。事件当時は洋服を買いに朝から吉祥寺に出かけており、自宅に帰った時に父の遺体を発見した。文庫版での名前は「聡美」。
- 清川 隆文…50代、清川家主人。国立市に幾つかのアパートを所有する資産家でもある。趣味はゴルフ。剣道の心得があり、庭で毎日木刀で素振りをしていた。
- 野崎 亮吉…清川邸の隣に住む老人。家の2階のガラス窓越しから、芳江の部屋にいた人影の姿を目撃した。

探偵たちの饗宴
初出：『ダ・ヴィンチ』2014年5月号
『名探偵コナン』とのコラボレーション短編。文庫版にのみ収録。

## 書誌情報
- 謎解きはディナーのあとで
  - 単行本：2010年9月2日発売、小学館、ISBN 978-4-09-386280-6、全256頁
  - 文庫本：2012年10月5日発売、小学館文庫、ISBN 978-4-09-408757-4、全352頁
  - 児童書（新書）：2017年5月24日発売、小学館ジュニア文庫、ISBN 978-4-09-231165-7、全320頁
- 謎解きはディナーのあとで2
  - 単行本：2011年11月10日発売、小学館、ISBN 978-4-09-386316-2、全272頁
  - 文庫本：2013年11月6日発売、小学館文庫、ISBN 978-4-09-408870-0、全384頁
  - 児童書（新書）：2018年8月24日発売、小学館ジュニア文庫、ISBN 978-4-09-231231-9、全340頁
- 謎解きはディナーのあとで3
  - 単行本：2012年12月12日発売、小学館、ISBN 978-4-09-386347-6、全272頁
  - 文庫本：2015年1月5日発売、小学館文庫、ISBN 978-4-09-406115-4、全392頁
  - 児童書（新書）：2019年11月29日発売、小学館ジュニア文庫、ISBN 978-4-09-231308-8、全356頁
- 謎解きはディナーのあとで ベスト版（著者の自選による3編+書き下ろし）
  - 文庫本：2019年12月6日発売、小学館文庫、ISBN 978-4-09-406724-8、全256頁
- 新 謎解きはディナーのあとで
  - 単行本：2021年3月31日発売、小学館、ISBN 978-4-09-386608-8、全290頁
- 新 謎解きはディナーのあとで2
  - 単行本：2024年9月18日発売、小学館、ISBN 978-4-09-386735-1、全287頁

## テレビドラマ・映画
2011年10月から12月までテレビドラマがフジテレビ系火曜21時枠で放送され、2012年3月にスペシャル版が放送された。2013年8月にはオリジナルストーリーの映画が公開された。

## 舞台
劇団「拙者ムニエル」主宰・村上大樹の脚本・演出により舞台化、2012年8月31日から9月9日まで天王洲 銀河劇場で上演された。西山は今作で舞台初出演となる。舞台化はドラマ化が決まる前から決定していたという。

### 出演者（舞台）
- 影山 - DAIGO
- 宝生 麗子 - 西山茉希
- 風祭警部 - ウエンツ瑛士
- 橋本マナミ
- 長田奈麻
- 丸山敦史
- 村上航
- 辻修
- 千代田信一
- 三枝貴志
- 丸尾あゆみ
- 吹田早哉佳
- 間中優子
- 綾那
- 棈木真菜
- 乃木涼介
- あめくみちこ

### スタッフ（舞台）
- 脚本・演出 - 村上大樹
- 美術 - 秋山光洋
- 照明 - 斎藤真一郎
- 音響 - 尾林真理
- 映像 - ムーチョ村松
- 衣装・宣伝スタイリスト - 山下和美
- ヘアメイク - 川端富生
- 作曲 - 金子隆博
- 音楽 - 楠瀬拓哉
- 振付 - EBATO
- アクション - 梶武志
- 演出助手 - 山崎総司、松倉良子
- 舞台監督 - 村岡晋
- 宣伝 - ビーオネスト
- 宣伝美術 - 川瀬豊（LOGGIA）
- カメラマン - 本多大介
- 宣伝ヘアメイク - KEN
- キャスティング協力 - 河村剛史（ビーオネスト）
- 票券協力 - サンライズプロモーション東京
- 票券 - 渡部愛
- 制作 - 笠原健一
- 制作協力 - プラグマックス&エンタテインメント
- アシスタントプロデューサー - 安希京、西脇彩香、大前典子
- プロデューサー - 周防彰悟、松田誠
- 特別協賛 - 青山メインランド
- 主催 - バーニングプロダクション、ネルケプランニング
- 執事演技所作指導 - 日本バトラー&コンシェルジュ株式会社

## 朗読劇
「ニッポン朗読アカデミー」のスピンオフ企画・朗読劇として公演された。脚本を福本岳史、演出を菅沼尚宏が担当した。

### 公演日程
- ニッポン朗読アカデミー第3回公演（会場：ニッポン放送イマジンスタジオ）[17]
  - プレビュー公演 朗読劇「謎解きはディナーのあとで」2017年11月23日 - 26日、12月2日 - 3日
- ニッポン朗読アカデミー第4回公演（会場：銀座博品館劇場）[18]
  - 朗読劇「謎解きはディナーのあとで」トライアル公演 2018年4月24日
  - 朗読劇「謎解きはディナーのあとで」二股にはお気をつけ下さい 2018年4月25日 - 30日
  - 朗読劇「謎解きはディナーのあとで」犯人に毒を与えないでください 2018年5月2日 - 3日、5日 - 6日

### 出演者（朗読劇・2017年）
- 11月23日：伊東健人、米内佑希、春野ななみ、田中あいみ
- 11月24日：伊東健人、駒田航、芹澤優、田中美海
- 11月25日：ランズベリー・アーサー、武内駿輔、久保田未夢、田中あいみ
- 11月26日：西山宏太朗、ランズベリー・アーサー、久保田未夢、南早紀
- 12月2日：米内佑希、武内駿輔、春野ななみ、奥野香耶
- 12月3日：西山宏太朗、斉藤壮馬、高木美佑、田中美海

### 出演者（朗読劇・2018年）
| 日程                                                           | 日程                                             | 影山                                             | 風祭警部                                         | 宝生麗子                                         | ナレーション                                     | 容疑者の女たち                                   |
| 朗読劇「謎解きはディナーのあとで」トライアル公演               | 朗読劇「謎解きはディナーのあとで」トライアル公演 | 朗読劇「謎解きはディナーのあとで」トライアル公演 | 朗読劇「謎解きはディナーのあとで」トライアル公演 | 朗読劇「謎解きはディナーのあとで」トライアル公演 | 朗読劇「謎解きはディナーのあとで」トライアル公演 | 朗読劇「謎解きはディナーのあとで」トライアル公演 |
| -------------------------------------------------------------- | ------------------------------------------------ | ------------------------------------------------ | ------------------------------------------------ | ------------------------------------------------ | ------------------------------------------------ | ------------------------------------------------ |
| 4月24日                                                        | 19:00                                            | 植木慎英                                         | 馬場惇平                                         | 香里有佐 （ここいば!）                           | 小山百代 （ここいば!）                           | 射場美波 （ここいば!）                           |
| 朗読劇「謎解きはディナーのあとで」二股にはお気をつけ下さい     |                                                  |                                                  |                                                  |                                                  |                                                  |                                                  |
| 4月25日                                                        | 19:00                                            | 米内佑希                                         | 比留間俊哉                                       | 高木美佑                                         | 奥野香耶                                         | ―                                                |
| 4月26日                                                        | 19:00                                            | 伊東健人                                         | 米内佑希                                         | 茜屋日海夏                                       | 田中あいみ                                       | ―                                                |
| 4月27日                                                        | 19:00                                            | 駒田航                                           | 伊東健人                                         | 久保田未夢                                       | 若井友希                                         | ―                                                |
| 4月28日                                                        | 13:30                                            | ランズベリー・アーサー                           | 神尾晋一郎                                       | 久保田未夢                                       | 山北早紀                                         | ―                                                |
| 4月28日                                                        | 17:30                                            | 神尾晋一郎                                       | ランズベリー・アーサー                           | 山北早紀                                         | 久保田未夢                                       | ―                                                |
| 4月29日                                                        | 13:30                                            | ランズベリー・アーサー                           | 米内佑希                                         | 田中あいみ                                       | 南早紀                                           | ―                                                |
| 4月29日                                                        | 17:30                                            | 米内佑希                                         | ランズベリー・アーサー                           | 南早紀                                           | 田中あいみ                                       | ―                                                |
| 4月30日                                                        | 13:30                                            | 駒田航                                           | 神尾晋一郎                                       | 田中美海                                         | 山下七海                                         | ―                                                |
| 4月30日                                                        | 17:30                                            | 神尾晋一郎                                       | 駒田航                                           | 山下七海                                         | 田中美海                                         | ―                                                |
| 朗読劇「謎解きはディナーのあとで」犯人に毒を与えないでください |                                                  |                                                  |                                                  |                                                  |                                                  |                                                  |
| 5月2日                                                         | 19:00                                            | 駒田航                                           | 比留間俊哉                                       | 奥野香耶                                         | 高木美佑                                         | ―                                                |
| 5月3日                                                         | 13:30                                            | 比留間俊哉                                       | 神尾晋一郎                                       | 茜屋日海夏                                       | 上田麗奈                                         | ―                                                |
| 5月3日                                                         | 17:30                                            | 神尾晋一郎                                       | 比留間俊哉                                       | 上田麗奈                                         | 茜屋日海夏                                       | ―                                                |
| 5月5日                                                         | 13:30                                            | 伊東健人                                         | ランズベリー・アーサー                           | 田中あいみ                                       | 南早紀                                           | ―                                                |
| 5月5日                                                         | 17:30                                            | ランズベリー・アーサー                           | 伊東健人                                         | 南早紀                                           | 田中あいみ                                       | ―                                                |
| 5月6日                                                         | 13:30                                            | 西山宏太朗                                       | 中島ヨシキ                                       | 上田麗奈                                         | 南早紀                                           | ―                                                |
| 5月6日                                                         | 17:30                                            | 中島ヨシキ                                       | 西山宏太朗                                       | 南早紀                                           | 上田麗奈                                         | ―                                                |

## 音楽劇
2025年9月9日から9月23日まで日本青年館ホールで、9月27日から10月1日までSkyシアターMBSで公演予定。主演は、上田竜也。

### 出演者
- 影山 - 上田竜也
- 宝生麗子 - 玉井詩織
- 風祭京一郎 - 橋本良亮
- ファビアン・ラインフェルト - 植原卓也
- 凪七瑠海
- 川久保拓司
- シューレスジョー
- 野口かおる
- 大澄賢也

### スタッフ
- 原作：東川篤哉『謎解きはディナーのあとで』（小学館）
- 脚本：須貝英
- 演出：河原雅彦
- 音楽：三國茉莉

## オーディオブック

### audiobook.jp（旧・FeBe）版
2017年5月27日より第1巻の内容が配信。本サービスでは第2巻目以降はオーディオブック化されていない。
- キャスト[21]
  - 宝生麗子 - 松井恵理子
  - 影山 - 浪川大輔
  - 風祭 - 白井悠介
  - 朗読 - 岩田光央
  - 岡和也
  - 小若和郁那
  - 左座翔丸
  - 橋本祐樹
  - 引坂理絵
  - 真野あゆみ
  - 村井雄治

### Audible版
2021年6月18日に第1巻、同年7月16日に第2巻、同年8月20日に第3巻、同年9月17日に「新」が配信。全て福沙奈恵による朗読。

## テレビアニメ
2025年4月から6月まで、フジテレビ系列『ノイタミナ』枠ほかにて放送された。本作品から『ノイタミナ』枠が金曜深夜に移動し、全国ネット化された。

### 作品の特徴

#### キャスティング・演技
宝生麗子役の花澤香菜は、『キャラクターに感情移入しながら楽しむことができた』と述べており、『表情や動きに注目しながら演じることができた』と語っている。特に、感情の上下を激しくしながら刑事としての客観性を保つ難しさを強調することで麗子の個性を出したとしている。また、他の声優とのアドリブに対応する楽しさも感じていて宮野や梶の演技も称賛している。宮野の風祭への入り込み方・梶の影山に関しての演技力に刺激を受け、成長しようと感じた。ファンには小説やドラマともちがう新たな魅力があるし世代を問わず楽しめるので気張らず気軽に楽しんでほしいと話している。そして風祭警部役の宮野真守はキャラクターを十分に理解したうえでアドリブを交えながら麗子への仕掛けを演じ、影山役の梶裕貴は新しい役柄に挑戦しながら原作ファンや制作側の持つ影山のイメージも大切にして演じている。何度も共演経験のある花澤／梶／宮野のコンビネーションが、現作やテレビドラマや映画版とは別のアニメ版の魅力を作りだしている。
風祭警部役の宮野真守は同じ時期の作品『LAZARUS ラザロ』で演じる主人公・アクセルとはまるで逆のキャラクターを無理なく演じていてどちらも各作品の世界観にフィットした、そして「宮野真守にしかできない」と思わせる演技をしている。オーディションでは最初、影山役を狙っていたが満場一致で風祭役に選ばれた。風祭のキャラは「やっかいだけど憎めない」と言い演じる際には「ふざけない」ことが重要だとし、キャラクターとしての自然なおかしさを大切にしている。現場ではキャラクターの背景について話し合いながらセリフに込められたニュアンスを探求する楽しさを感じ、視聴者にも思いが伝わることを期待している。
影山役・梶裕貴は原作第1巻が発売されたときに読者として読んでいた。自分が持っていた"影山像"と制作側が要望する"アニメ版影山像"を大切にしている。また、宮野真守・花澤香菜との強い仲間意識の中で演じている。

### スタッフ（テレビアニメ）
- 原作 - 東川篤哉[14]
- キャラクター原案 - 橘オレコ[14]
- 監督 - 増原光幸[14]
- シリーズ構成 - 國澤真理子[14]
- キャラクターデザイン - 河田泉[14]
- プロップデザイン - 森下勇輝（第5話 - 第12話）、春日井浩之（第5話 - 第12話）、日向正樹（第5話 - 第12話）、志水よしこ（第7話 - 第9話、第12話）
- 美術監督 - 小倉宏昌
- 美術設定 - 矢内京子、高山雅子、藤瀬智康
- 色彩設計 - 大野春恵
- 3DCGディレクター - 新垣隼
- 撮影監督 - 井上洋志
- 特効ディレクター - 谷口久美子
- 編集 - 塚常真理子
- 音響監督 - 清水洋史
- 音響制作 - 東北新社
- 音楽 - はまたけし[14]
- 音楽プロデューサー - 舩橋宗寛、甫足亮介、田村建吾
- 音楽制作 - フジパシフィックミュージック
- チーフプロデューサー - 三宅将典
- プロデューサー - 竹枝義典、西啓、堀祥子、田口亜有里
- アニメーションプロデューサー - 服部優太
- 制作統括 - 豊田智紀
- アニメーション制作 - マッドハウス[14]
- 制作 - 「謎解きはディナーのあとで」製作委員会（フジテレビジョン、小学館、アニプレックス、FCC、電通、マッドハウス、ムービック）

### 主題歌
「MONTAGE」
中島健人によるオープニングテーマ。作詞はcAnON.とKento Nakajima、作曲・編曲はHiroyuki SAWANO。
中島がソロとしてアニメ主題歌を担当したのは本楽曲が初めてである。2011年にフジテレビ系列にて放送されたテレビドラマの大ファンだったという中島は、「影山の、謎を解いていきながらも丁寧な暴言をトリッキーに吐くキャラクター像を意識して歌詞を書き、事件現場を断片的に切り取った写真や証拠を組み立てていくことで謎解きが始まることから『MONTAGE』（モンタージュ）というタイトルを名付けました。」とコメントしている。また、中島は澤野弘之から初めて楽曲提供を受けたことも明かしており、「レコーディングではアドバイスをいただきながら、澤野さんのサウンドと楽曲の世界観を身体に入れ、ボーカル表現できたことがとても貴重な経験になりました。」としている。
初回放送前までは音源のみを公開していたが、放送後に「謎解き」される形で楽曲の詳細が公表された。
「ラプソディ」
BILLY BOOによるエンディングテーマ。作詞・作曲はKAZUKI UJIIE、編曲はA.G.OとKAZUKI UJIIE。

### 各話リスト
| 話数   | サブタイトル                        | 脚本                | 絵コンテ          | 演出                                | 作画監督 | 総作画監督                 | 初放送日      |
| ------ | ----------------------------------- | ------------------- | ----------------- | ----------------------------------- | --- | -------------------------- | ------------- |
| 第1話  | 殺意のパーティにようこそ File 1     | 國澤真理子          | 増原光幸          | 松村政輝                            | 日向正樹 | 河田泉                     | 2025年 4月4日 |
| 第2話  | 殺意のパーティにようこそ File 2     | 國澤真理子          | 増原光幸          | 松村政輝                            | Soonyoung Seo Han Eun-mi Bongdeok Kim Jinyoung Jeong | 河田泉 村谷貴志            | 4月11日       |
| 第2話  | 死者からの伝言をどうぞ File 1       | 國澤真理子          | 清水健一          | 石田暢 Park Sihoo                   | Soonyoung Seo Han Eun-mi Bongdeok Kim Jinyoung Jeong | 河田泉 村谷貴志            | 4月11日       |
| 第3話  | 死者からの伝言をどうぞ File 2       | 國澤真理子          | 清水健一          | 石田暢 Yang Jeong-hee Soonyoung Seo | Han Eun-mi Song Hyeon-ju Mubon Hyung-jun Jeong Ji-moon Ha Yeon jeong                                                                                      | 河田泉 村谷貴志            | 4月18日       |
| 第4話  | 二股にはお気をつけください File 1   | 國澤真理子          | 森下勇輝 若月愛子 | 森下勇輝                            | 志水よしこ 山口菜 村形まゆ | 河田泉                     | 4月25日       |
| 第5話  | 二股にはお気をつけください File 2   | 國澤真理子          | 森下勇輝 若月愛子 | 森下勇輝                            | 髙橋愛理 志水よしこ 金正男 | 河田泉                     | 5月2日        |
| 第5話  | 落とし主はVtuberでございます File 1 | 増原光幸 國澤真理子 | 増原光幸          | 増原光幸                            | 髙橋愛理 志水よしこ 金正男 | 河田泉                     | 5月2日        |
| 第6話  | 落とし主はVtuberでございます File 2 | 増原光幸 國澤真理子 | 増原光幸          | 増原光幸                            | 日向正樹 | 河田泉                     | 5月9日        |
| 第7話  | 完全な密室などございません File 1   | 國澤真理子          | 佐藤竜雄          | 森洸貴 Hwang Il-jin Seo Sun-yeong   | Kim Bo-kyoung Ha Seung-hee Song Hyun-ju Yoon Jung-hye Park Ae-lee Song Seung-taek Lee Seung-hee Song Hyeon-ju Choi Eun-yeong Kim Sung-bum Yoon Seung-hyun | 河田泉 志水よしこ 村谷貴志 | 5月16日       |
| 第8話  | 完全な密室などございません File 2   | 國澤真理子          | 佐藤竜雄          | 三宅辰典 Kim Bong-duk               | Kim Bong-duk Shin Sung-min Kim Hyun-kyung Ko Yu-il Kim Hee-jung Cho Mi-jung Park Jae-suk Hong Da-young 髙橋愛理                                           | 河田泉 志水よしこ 村谷貴志 | 5月23日       |
| 第8話  | この川で溺れないでください File 1   | 國澤真理子          | 澤井幸次          | 髙橋亨 Kim Bong-duk                 | Kim Bong-duk Shin Sung-min Kim Hyun-kyung Ko Yu-il Kim Hee-jung Cho Mi-jung Park Jae-suk Hong Da-young 髙橋愛理                                           | 河田泉 志水よしこ 村谷貴志 | 5月23日       |
| 第9話  | この川で溺れないでください File 2   | 國澤真理子          | 澤井幸次          | 髙橋亨 Gang Tae-sik                 | Han Eun-mi Kim Ran-yeong Choi Eun-yeong Park Yeong-hee Lee Gyeoung-soon Park Soo-in Hong Mi-gyeong 髙橋愛理                                               | 河田泉 村谷貴志            | 5月30日       |
| 第10話 | 綺麗な薔薇には殺意がございます      | 國澤真理子          | 松村政輝          | 鈴木四郎                            | 鈴木四郎 | 河田泉                     | 6月6日        |
| 第11話 | 花嫁は密室の中でございます          | 國澤真理子          | そえたかずひろ    | 森下勇輝                            | 髙橋愛理 志水よしこ 日向正樹 春日井浩之 村形まゆ | 河田泉                     | 6月13日       |
| 第12話 | 奪われたのは何でございますか        | 國澤真理子          | 松村政輝          | 松村政輝                            | 日向正樹 金正男 河田泉 山口菜 村形まゆ 野口征恒 | 河田泉                     | 6月20日       |

### 放送局
| 放送期間                   | 放送時間               | 放送局                                          | 対象地域 | 備考                        |
| -------------------------- | ---------------------- | ----------------------------------------------- | -------- | --------------------------- |
| 2025年4月4日 - 6月20日     | 金曜 23:30 - 土曜 0:00 | フジテレビ（製作参加） ほか系列フルネット全26局 | 日本国内 | 解説放送 / 『ノイタミナ』枠 |
| 2025年4月6日 - 6月22日     | 日曜 21:00 - 21:30     | AT-X                                            | 日本全域 | CS放送 / リピート放送あり   |
| 全放送局で字幕放送を実施。 |                        |                                                 |          |                             |

| 配信開始日    | 配信時間        | 配信サイト         | 備考                   |
| ------------- | --------------- | ------------------ | ---------------------- |
| 2025年4月5日  | 土曜 12:00 更新 | Amazon Prime Video | 見放題独占配信         |
| 2025年4月10日 | 木曜 12:00 更新 | TVer               | 最新話期間限定無料配信 |

### BD / DVD
| 巻 | 発売日             | 収録話          | 規格品番   | 規格品番   |
| 巻 | 発売日             | 収録話          | BD         | DVD        |
| -- | ------------------ | --------------- | ---------- | ---------- |
| 1  | 2025年7月30日      | 第1話 - 第3話   | ANZX-16871 | ANZB-16871 |
| 2  | 2025年8月27日予定  | 第4話 - 第6話   | ANZX-16873 | ANZB-16873 |
| 3  | 2025年9月24日予定  | 第7話 - 第9話   | ANZX-16875 | ANZB-16875 |
| 4  | 2025年10月29日予定 | 第10話 - 第12話 | ANZX-16877 | ANZB-16877 |

| フジテレビ ノイタミナ | フジテレビ ノイタミナ                                                                                | フジテレビ ノイタミナ                      |
| 前番組 | 番組名                                                                                               | 次番組                                     |
| --- | --- | ------------------------------------------ |
| るろうに剣心 -明治剣客浪漫譚- 京都動乱 - ※ここまで金曜 0:55 - 1:25（木曜深夜）で放送 - ※ここまでローカルのアニメ枠                                         | 謎解きはディナーのあとで - ※ここから金曜 23:30 - 土曜 0:00で放送 - ※ここからフジテレビ系列全国ネット | よふかしのうた Season2                     |
| フジテレビ系列 金曜 23:30 - 土曜 0:00 | |                                            |
| 全力!脱力タイムズ （2017年10月6日 - 2025年3月28日） ※23:00 - 23:40 ※10分縮小の上継続ドラゴンボールDAIMA （2024年10月11日 - 2025年2月28日） ※23:40 - 翌0:10 | 謎解きはディナーのあとで （2025年4月4日 - 6月20日） - ※ここから『ノイタミナ』枠                      | よふかしのうた Season2 （2025年7月4日 - ） |